# Пискани (Олт)
Пискани (рум. Piscani) насеље је у Румунији у округу Олт у општини Скорничешти. Oпштина се налази на надморској висини од 208 m.

## Становништво
Према подацима из 2002. године у насељу је живело 303 становника, од којих су сви румунске националности.